# Kranshakmossa
Kranshakmossa, Rhytidiadelphus triquetrus, mossa allmän i stora delar av södra Sverige, mer och mer sällsynt norrut. Kranshakmossan växer vanligen i lövskogar men även i barrskogar om det är kalkrik och näringsrik jord. Hakmossor känns igen på de utspärrade bladen och den rödbruna stammen. Kranshakmossan används till att göra kransar av, därav dess namn. Kranshakmossan är Västmanlands landskapsmossa
.